# Elyana
Erneelya Elyana binti Emrizal (n. 5 iulie 1987, Shah Alam⁠(d), Selangor, Malaysia) este o cântăreață și actriță din Malaysia. Și-a început cariera în lumea divertismentului când avea 14 ani. De-a lungul carierei sale muzicale, Elyana a publicat 4 albume de studio, 2 compilații și a înregistrat peste 40 de melodii.

## Discografie

### Albume de studio
- Satu (2002)
- Segalanya (2003)
- Bicara Mata Ini (2005)
- Jadi Diriku (2007)

### Album compilatie
- Terbaik... Elyana (2012)

## Filmografie

### Film
| An   | Titlu                | Rol                 | Note        |
| ---- | -------------------- | ------------------- | ----------- |
| 2006 | Gong                 | Ika                 | Primul film |
| 2008 | Dunia Baru The Movie | Sofia Nordin / Opie |             |
| 2010 | Hooperz              |                     |             |
| 2018 | Dukun                | Nadia Karim         |             |